# Cirò (wino)

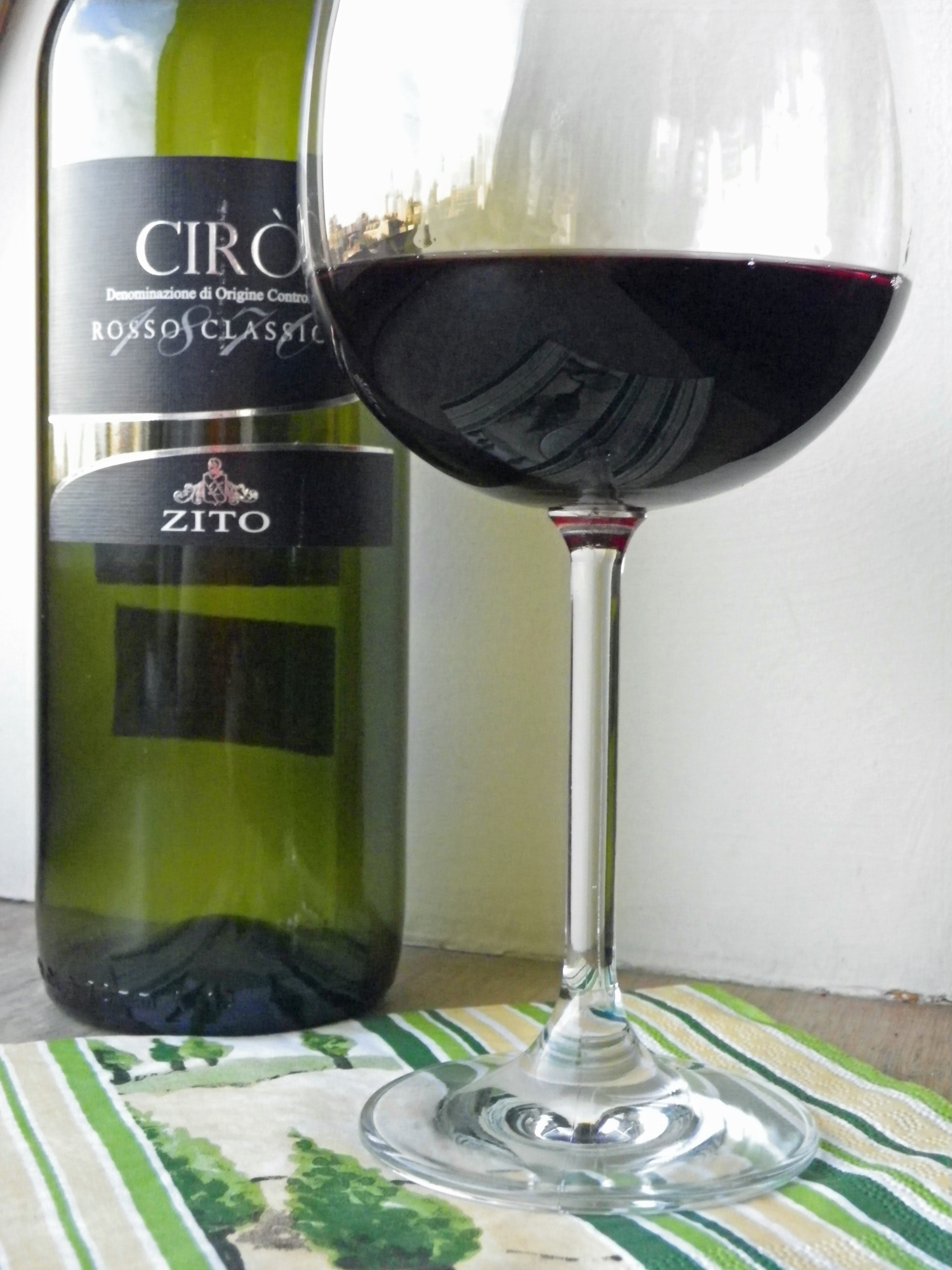
Czerwone wino Cirò DOC

Cirò – włoskie wino i od 1969 roku apelacja klasy DOC w prowincji Crotone w Kalabrii we Włoszech. Nazwa jest zastrzeżona dla win spełniających normy jakościowe i wytwarzanych na zboczach masywu Silia w gminach Cirò, Cirò Marina, a także na wyznaczonych terenach w gminach Melissa i Crucoli.
Wino cremissa, wytwarzane z takich samych odmian jak cirò, otrzymywali zwycięzcy antycznych igrzysk, pili je i składali w podzięce bogom. Organizatorzy Letnich Igrzysk w 1968 roku w Meksyku, w nawiązaniu do tradycji starożytnych zawodów, serwowali do posiłków właśnie wino cirò.

## Charakterystyka i wymagania jakościowe
Wino cirò jest dostępne jako czerwone (rosso), białe (bianco) i różowe (rosato), przy czym zdecydowanie przeważa czerwone. Produkuje się tylko wina wytrawne.

### Wina czerwone
Minimalną zawartość etanolu w winach czerwonych ustalono jako 12,5%. Wino musi być wytwarzane z winogron szczepu gaglioppo, przy czym dopuszcza się nie więcej niż 5% dodatku białych odmian trebbiano toscano i greco bianco. Górną granicą zbiorów jest 11,5 t/ha.
Predykat classico nadawany jest czerwonym winom z tradycyjnego, północnego obszaru apelacji, tj. gmin Cirò i Cirò Marina. Predykat superiore może być dodany, jeśli poziom alkoholu w winie przekracza 13,5%. Wino spełniające wymagania superiore i starzone przez dwa lata ma prawo do określenia riserva.
Wino czerwone jest pełne w smaku, harmonijne i z wyraźnie wyczuwalnymi owocami, alkoholem i garbnikami, łagodzonymi w miarę starzenia.

### Wina różowe
Winom różowym są stawiane te same wymagania, co winom czerwonym. Nie stosuje się dodatkowych predykatów. Winifikacja na różowo zapewnia zdecydowanie łagodniejszy smak i zapach, w porównaniu do win czerwonych.

### Wina białe
Podstawą (przynajmniej 90%) wina jest szczep greco bianco; dopuszczalna jest nie więcej niż dziesięcioprocentowa domieszka trebbiano toscano. Podobnie jak w przypadku win czerwonych, maksymalną wydajność z hektara określono na 11,5 t, a minimalny poziom alkoholu na 12,5%.

## Zestawienia kulinarne
Czerwone cirò dobrze komponuje się z pieczonym lub grillowanym czerwonym mięsem, dziczyzną, koźlęciną oraz wyrazistymi serami z Kampanii (caciocavallo, provolone). Różowe poleca się do przystawek (np. pomidory nadziewane ryżem) i dań rybnych, zaś białe do dań warzywnych i delikatnych ryb.